# Система «Ниппель»
Система «Ниппель» — художественный фильм 1990 года, премьера состоялась в мае 1991 года.

## Сюжет
Сеня Родимцев выходит на поруки из психиатрической клиники. Жильцы коммунальной квартиры, отчаявшись благоустроить свой быт, решились на террористический акт. Исполнителем выбирают Родимцева, подобная акция для него — не первая. Объект покушения — председатель исполкома Лазарь Фомич по прозвищу Бамбук, который, в свою очередь, инсценирует спектакль: сотрудники исполкома, изображающие разъяренных просителей, обстреливают его кабинет. Став свидетелем происходящего и сочувствуя «потерпевшему», Сеня отказывается от своего намерения, но узнав, что его обманули, не меняет своего решения. Осмыслив всё, Сеня покидает «нормальную» жизнь и возвращается в больницу.

## В ролях
- Борис Романов — Сеня Родимцев
- Татьяна Лаврова — Софья Леонидовна
- Анатолий Кузнецов — Лазарь Фомич Бамбук
- Валентин Смирнитский — Вова
- Лев Борисов — «Ворошиловский стрелок»
- Ирина Розанова — секретарша Бамбука
- Марина Полицеймако — Лилечка
- Семён Фарада — обитатель коммуналки
- Наталья Аринбасарова — «милая»

## Съёмочная группа
- Режиссёр: Александр Панкратов-Чёрный
- Автор сценария: Владимир Зайкин
- Оператор: Сергей Филиппов
- Художник: Николай Емельянов
- Композитор: Евсей Евсеев
- Продюсеры: Михаил Литвак, Марк Рудинштейн
- Киностудия «Глобус»